# John Lingard
Pour les articles homonymes, voir Lingard.
John Lingard est un historien anglais né à Winchester en 1769 et mort à Hornby, près de Lancastre, en 1851. 

## Biographie
Issu d’une famille pauvre qui professait la religion catholique, il excita, grâce à sa précoce intelligence, l’intérêt de l’évêque Talbot, qui l’envoya à ses frais en France faire ses études au collège anglais de Douai. 
La Révolution ayant éclaté, le collège fut fermé, et Lingard dut songer à retourner en Angleterre. Avant de partir, il voulut visiter Paris ; mais Paris était en pleine effervescence, et, dès le premier jour de son arrivée, il fut pris à partie. Il se hâta de retourner en Angleterre et s’y fit ordonner prêtre. 
Il revint cependant en France après la signature de la paix d’Amiens, pour y réunir les matériaux nécessaires à l’histoire qu’il préparait, matériaux qu’il ne pouvait trouver qu’à Paris, et que le premier consul mit obligeamment à sa disposition. 
Revenu dans sa patrie, Lingard se livra avec ardeur à la composition de son livre. Toutefois, avant de le publier, il voulut, pour ainsi dire, tâter l’opinion publique, et inséra, pour son début littéraire, dans le Newcastle Courant, une série de lettres qui furent plus tard réunies sous le titre : la Loyauté catholique vengée. À ces lettres succédèrent, en réponse à la vive polémique engagée contre l’auteur par l’évêque protestant de Durham, plusieurs pamphlets recueillis sous le titre général de Traités sur quelques points des principes civils et religieux de l’Église catholique. 
Ces divers écrits, consacrés à la défense du catholicisme, obtinrent un grand succès. Sûr, sinon de la sympathie entière, au moins de l’attention du public, Lingard fit paraître son premier grand ouvrage : Histoire et antiquités de l’Église anglo-saxonne (1809, 2 vol. in-8°), préface nette, franche et hardie de sa célèbre Histoire de l’Angleterre depuis la première, invasion des Romains jusqu’à l’année 1688, qui fut éditée en 1819 (6 vol. in-4°). L’œuvre de Lingard obtint un immense succès, affirmé par plus de dix éditions, et qu’il fut traduit dans toutes les langues. Les anglicans eux-mêmes rendirent hommage à l'érudition et à l’impartialité de l’auteur, et que Hallam et Macaulay ont déclaré hautement que cet ouvrage est l’un des plus estimables et des plus complets qui existent sur l’histoire de la Grande-Bretagne. 
Sa publication achevée, Lingard se rendit à Rome, et le pape Léon XII insista vivement pour lui faire accepter le chapeau de cardinal. L’historien déclina cette offre brillante et revint se renfermer dans sa modeste retraite de Hornsby (Lancashire), où il vécut encore quarante ans. Outre les œuvres que nous avons citées, Lingard a composé : Instructions catéchétiques sur les doctrines et le culte de l’Église catholique et une étude publiée dans le tome 1er des Mémoires de l’Académie des sciences morales et politiques de l’Institut de France, sous ce titre : En quelle année Anne Boulen, depuis mariée à Henri VIII, quitta-t-elle la France ?

## Source
« John Lingard », dans Pierre Larousse, Grand dictionnaire universel du XIXe siècle, Paris, Administration du grand dictionnaire universel, 15 vol., 1863-1890 [détail des éditions].